# ديبيريدامول
ديبيريدامول (بالإنجليزية:Dipyridamole) الاسم التجاري له بيرسانتين وأخرى. هو دواء يستخدم لتثبيط تكوين الجلطات الدموية عند إعطاؤه بصورة مزمنة ويستخدم لتمديد الأوعية الدموية عند إعطاؤه بجرعة كبيرة على فترة قصيرة.

## آلية العمل والتأثيرات
يقوم الديبيريدامول بتثبيط إنزيم فُسْفُودَِايسْتِراز الذي يعمل على تكسير أدينوسين أحادي الفسفات حلقي cAMP حلقي، (مما يزيد من مستويات cAMP حلقي ويمنع تكدس الصفيحات استجابةً للأدينوزين ثنائي الفوسفات) والغُوَانُوزِين الأُحَادِيّ الفُوسْفَات حلقي.
يمنع الاسترداد الخلوي للأدينوزين بواسطة الصفائح الدموية، كريات الدم الحمراء وخلايا البطانة الغشائية.

## الاستخدامات الطبية
- يستخدم لتمديد الأوعية الدموية في الأشخاص المصابين بمرض الشريان التاجي ومرض الشريان المحيطي.[4]
- بقوم بتثبيط السيتوكينات الموالية للالتهابات في أنابيب الاختبارات وتقوم بتقليل نسبة البروتين المتفاعل c عالي الحساسية في المرضى.
- وُجد أنه يساعد على خفض فرط ضغط الدم الرئوي بدون انخفاض ملحوظ في ضغط الدم الجهازي.
- يزيد من إفراز منشط البلازمينوجين النسيجي من خلايا البطانة الغشائية للأوعية المجهرية المخية.
- يتسبب الديبيريدامول في تقليل عدد مستقبلات الثرومبين وجزيئات عنقود التمايز 31 على الصفائح الدموية في مرضى الجلطات.
- كما تبين أنه يزيد من التروية الدموية لعضلة القلب ومن وظيفة البطين الأيسر في مرضى اعتلال عضلة القلب الإقفاري.

## الجرعة الزائدة
تناول جرعة مفرطة من الديبيريدامول يمكن علاجه بواسطة عقار الأمينوفيلين.:6 حيث يقوم بعكس تأثيره الممدد على الأوعية الدموية. ويُنصح بمعالجة الأعراض والتي قد تشمل دواء قابض للأوعية الدموية. كما يوصى بعمل غسيل للمعدة. تناول مشتقات الزانثين مثل الأمينوفيلين قد يقوم بعكس تأثير الديبيريدامول على ديناميكا الدم. لا تكون الديلزة الدموية ذات فائدة لأن الديبيريدامول يكون مرتبط بالبروتين بصورة كبيرة.